# Cipriano Chemello
Cipriano Chemello (Crespano del Grappa, 19 de julio de 1945-Crespano del Grappa, 14 de febrero de 2017) fue un deportista italiano que compitió en ciclismo en la modalidad de pista, especialista en la prueba de persecución por equipos.
Participó en los Juegos Olímpicos de México 1968, obteniendo una medalla de bronce en la prueba de persecución por equipos (junto con Lorenzo Bosisio, Luigi Roncaglia y Giorgio Morbiato) y el quinto lugar en persecución individual.
Ganó cuatro medallas en el Campeonato Mundial de Ciclismo en Pista entre los años 1965 y 1968.

## Medallero internacional
| Juegos Olímpicos   | Juegos Olímpicos          | Juegos Olímpicos  | Juegos Olímpicos            |
| Año                | Lugar                     | Medalla           | Competición                 |
| ------------------ | ------------------------- | ----------------- | --------------------------- |
| 1968               | Ciudad de México (México) | Medalla de bronce | Persecución por equipos     |
| Campeonato Mundial |                           |                   |                             |
| Año                | Lugar                     | Medalla           | Competición                 |
| 1965               | San Sebastián (España)    | Medalla de plata  | Persecución por equipos (A) |
| 1966               | Fráncfort (RFA)           | Medalla de oro    | Persecución por equipos (A) |
| 1967               | Ámsterdam (Países Bajos)  | Medalla de plata  | Persecución por equipos (A) |
| 1968               | Montevideo (Uruguay)      | Medalla de oro    | Persecución por equipos (A) |

## Palmarés en ruta
- 1969
  - Vencedor de 2 etapas de la Volta a Cataluña
- 1970
  - Vencedor de una etapa de la París-Niza